# Zwemkleding
Zwemkleding of badkleding is kleding die speciaal gemaakt is om te dragen in situaties waarbij de drager nat wordt, met name bij het zwemmen en bij watersport. Zwemkleding is meestal gemaakt van een combinatie van polyamiden, polyester en elastaan. 

## Geschiedenis

### Romeinen

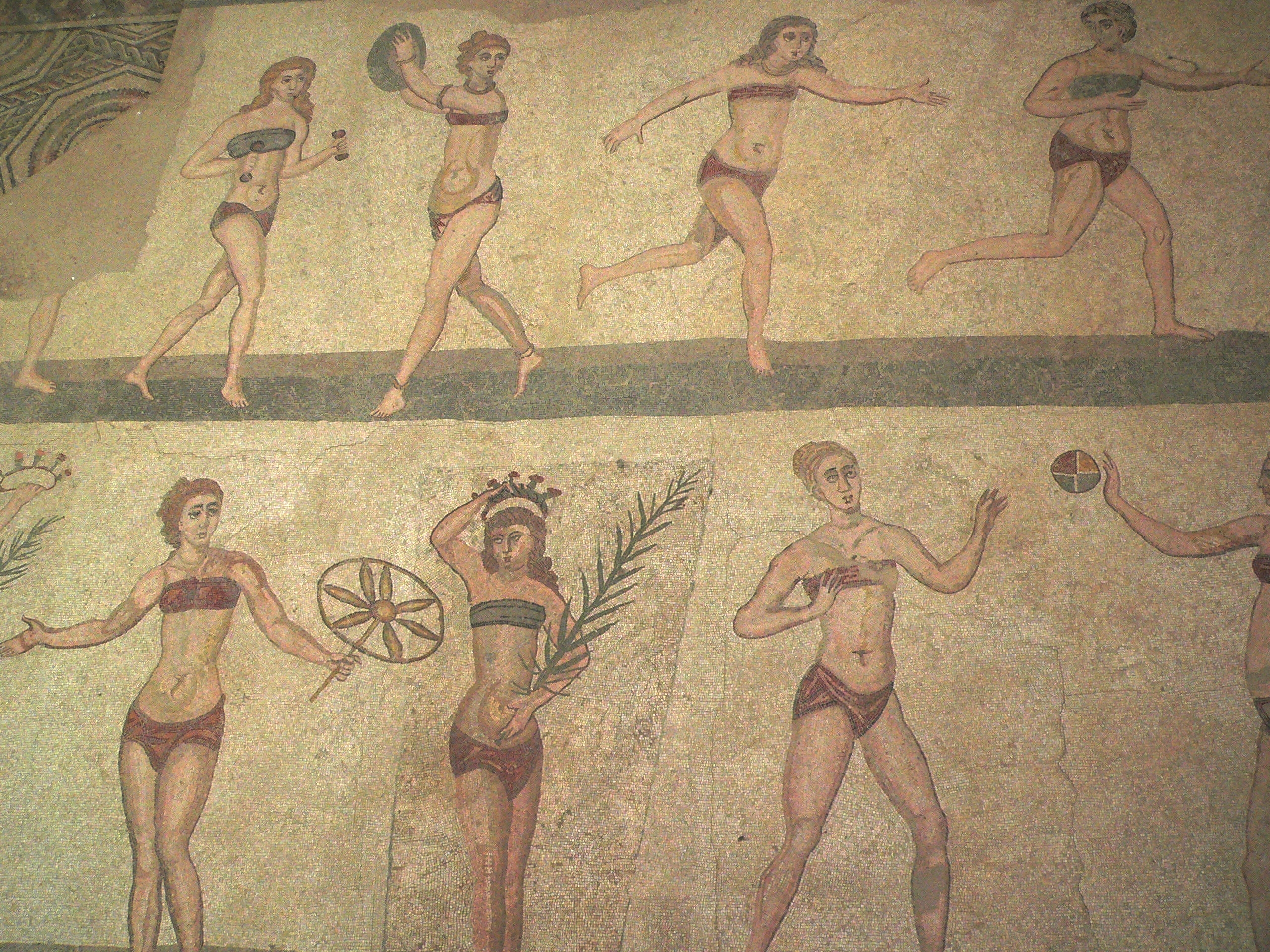
Sportende vrouwen in tweedelige kleding, mozaïek in Piazza Armerina (Sicilië), 4e eeuw

Tijdens het Romeinse Rijk bestond er helemaal geen badkleding. Het was gebruikelijk dat men naakt baadde. Zelfs in de badhuizen werd geen badkleding gedragen. Wel waren er soms gordijnen in de badhuizen. Ook deed men melk in het water. Zo werd het water troebel en kon men elkaars lichaam niet meer zien. Niettemin zijn er afbeeldingen bekend uit de Villa Casale nabij Piazza Armerina (Sicilië) uit de 4de eeuw. Hierop zijn vrouwen te zien die sporten in wat in de 21e eeuw een bikini zou worden genoemd.

### Vroegmoderne Tijd

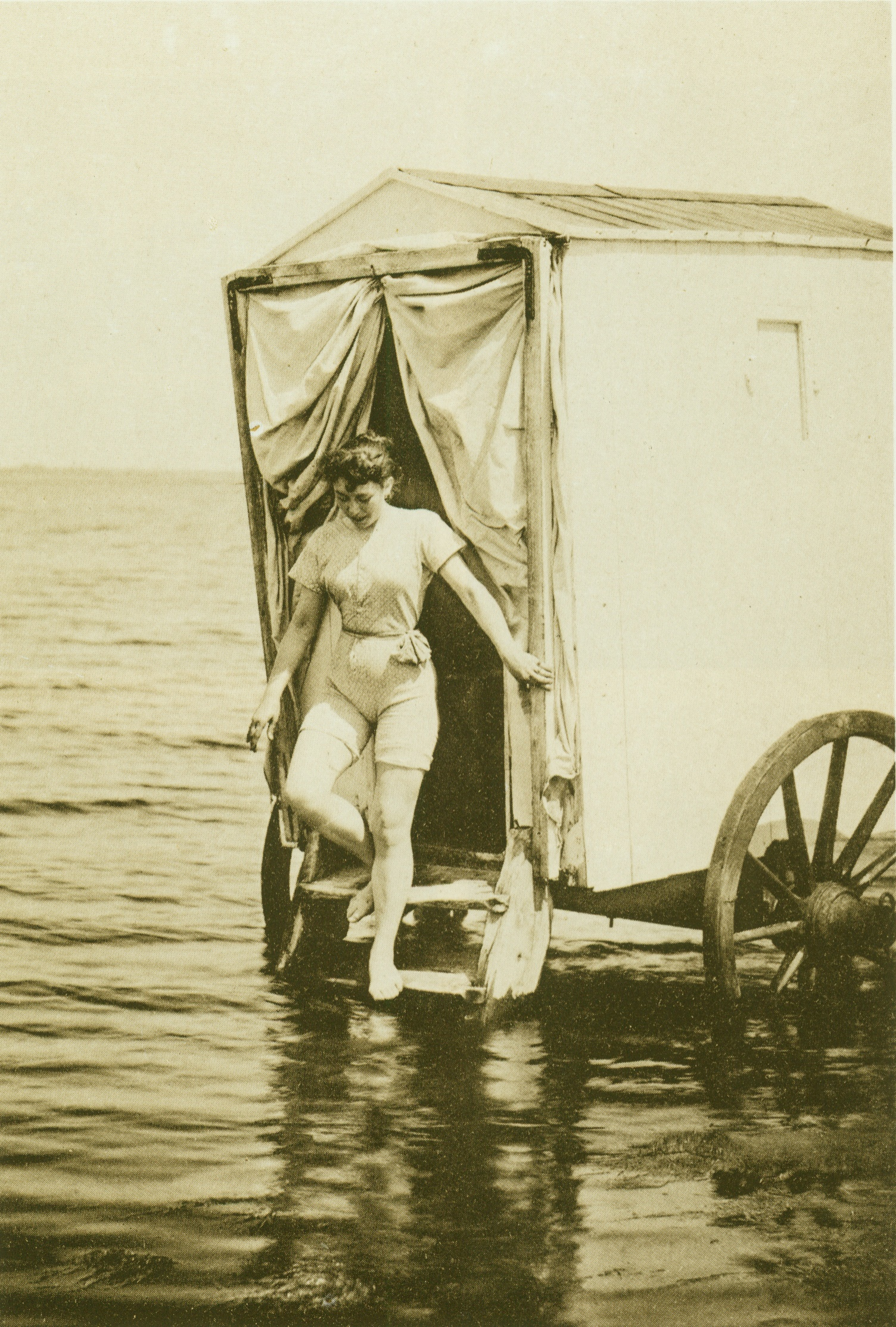
Zwemcabine, 1893

Aan het eind van de vijftiende eeuw droegen steeds meer mensen een linnen hemd bij het baden. Rond 1800 droegen vrouwen een hemd, maar de mannen bleven tot aan het eind van de negentiende eeuw vaak naakt. Als mannen in een luxe badplaats kwamen, moesten ze een badpak aan, anders riskeerden ze een boete. Deze zwempakken waren verhullend, hadden pijpjes tot halverwege de dij en soms een korte mouw. Het was destijds mode om niet te bruinen, omdat men daardoor zou lijken op een arbeider. Doordat de pakken uit wol of katoen waren gemaakt, waren ze warm en niet erg geschikt om mee te zwemmen. Het aantal kleuren was veelal beperkt: rood, blauw of zwart.
De hemden van de vrouwen waren lang, breed, los en hadden lange mouwen. Ze bedekten het lichaam van de hals tot de enkels. Men ging het water in vanuit een strandkoetsje, alleen met een koets met een zeil ervoor was het toegestaan om bloot te baden in zee.
De badpakken bestonden meestal uit meerdere delen. Het was een soort kostuum met een kraag en een broek tot over de knieën. Deze badpakken werden ook door mannen gedragen. Als men ermee wilde zwemmen, dan kon men de kraag en de mouwen eraf doen. Aan het eind van de negentiende eeuw werd een badpak ontworpen dat uit een deel bestond.

### 20e eeuw

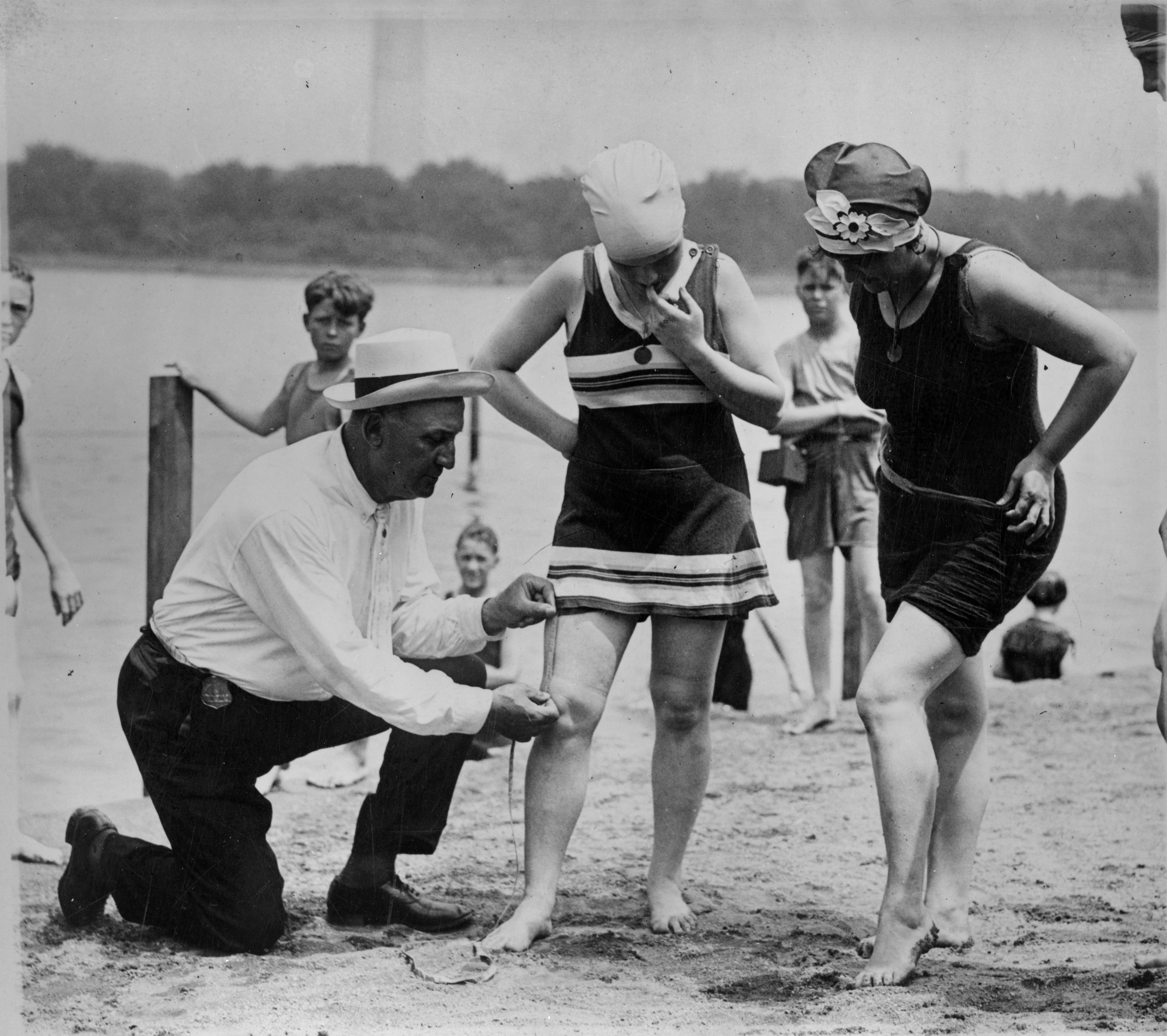
Strandpolitie meet de afstand tussen knie en badpak, Washington, D.C., 1922

In de loop der jaren werden badpakken korter. Annette Kellerman droeg in 1907 een badpak met pijpen die eindigden boven de knie. Ze werd hiermee opgepakt vanwege onbetamelijk gedrag, waarna zij van de rechter het badpak moest dragen in combinatie met een cape. 
De opvattingen over betamelijke kleding veranderden slechts langzaam. De mouwen veranderden in schouderbanden. De badkleding werd gaandeweg versierd met draadjes en siervoorwerpen. Op het strand moest men een hoofddoek dragen en als men ging zwemmen droeg men een rubberen badmuts. Na de Tweede Wereldoorlog kwamen er steeds meer kleuren badmutsen in het straatbeeld.

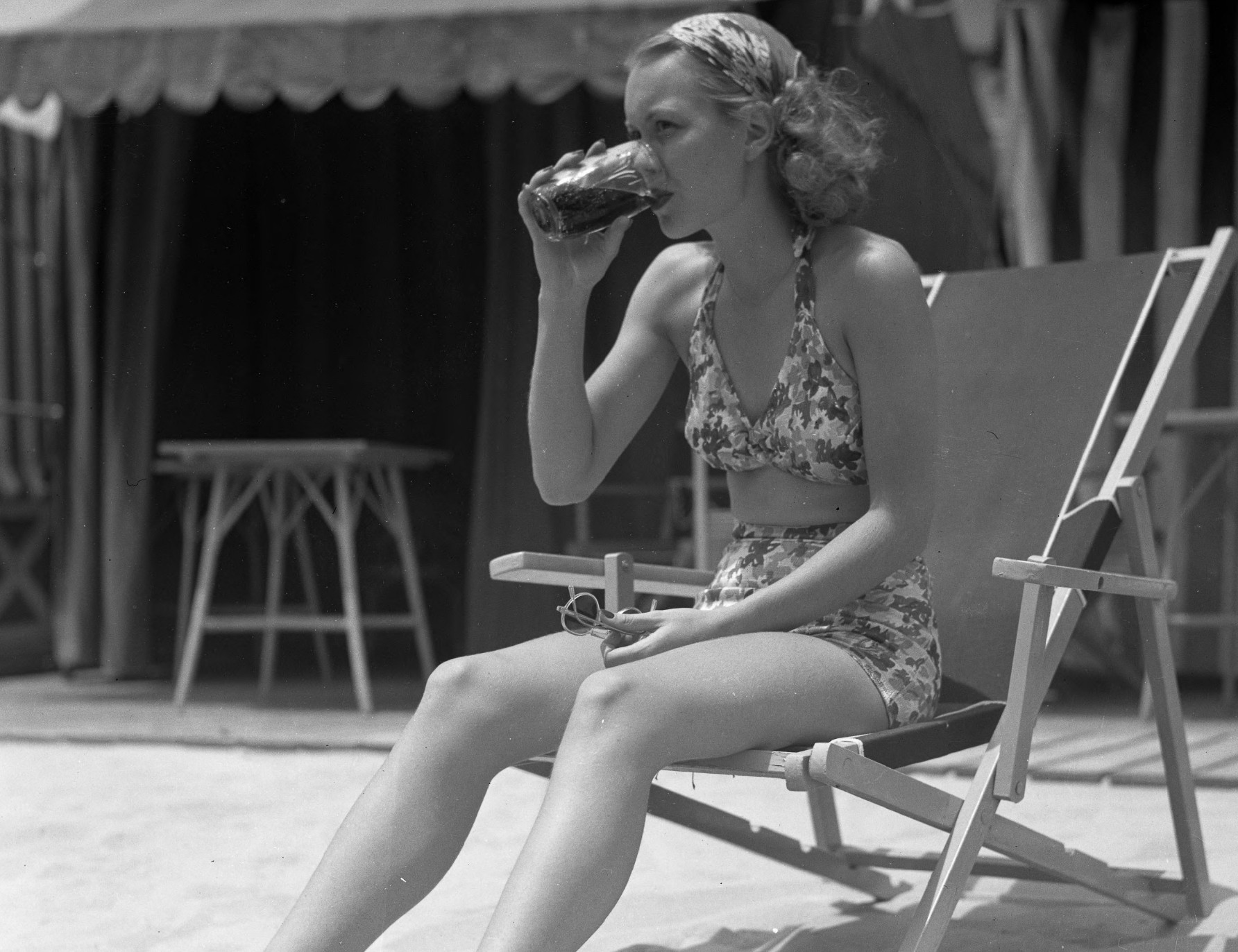
Jane Wyman in 1935 in een tweedelig badpak

Het was niet gemakkelijk om in een badpak van wol te zwemmen, doordat de stof erg zwaar werd. Daarom zocht men naar nieuwe materialen. Tricot bleek geschikter dan wol, want het was lang niet zo zwaar. In de jaren dertig kwamen de eerste badpakken met een blote rug en tweedelige badpakken waarbij de navel nog bedekt was.
In 1946 lanceerde Louis Réard een tweedelig badpak dat de navel onbedekt liet, de bikini. Voor die tijd werd dit als te bloot gezien. Réard kon geen modellen vinden om de bikini te tonen. Hij vond uiteindelijk naaktdanseres Micheline Bernardini bereid. De bikini werd verboden in verschillende landen en in 1949 sprak de Vaticaanse krant L'Osservatore Romano zich uit tegen de bikini. Het duurde daarna enige tijd voordat de bikini populair werd. Hierbij hielp dat Brigitte Bardot in 1953 tijdens het Filmfestival van Cannes poseerde in bikini en dat Ursula Andress in 1962 in de Bondfilm Dr. No in witte bikini uit het water verscheen. Onder druk van religieuze genootschappen zag Hollywood na 1965 lange tijd af van het tonen van bikini's en in veel landen bleef het dragen verboden. De Miss World-verkiezing, begonnen als bikiniwedstrijd, verbood onder dezelfde druk al snel het gebruik van de bikini.
Het verbod gold niet overal en daarmee nam de populariteit van de bikini toe. In 1964 volgde de monokini van Rudi Gernreich, het eerste topless-badpak. Ook waren er telkens meer badpakken die rond de armen en schouders niets meer hadden. Dat werd vooral populair vanaf de jaren zeventig. Badpakken hadden vanaf deze tijd weinig stof, want nu wilde men juist bruin worden. Door de ontdekking van Lycra in de jaren 1970 opende zich binnen de badmode-industrie een geheel nieuwe wereld aan mogelijkheden. De bikinimodellen konden bijvoorbeeld kleiner worden en al snel zagen de string-bikini en de microkini het licht. Terwijl de bikini steeds kleiner werd, kwamen er tegelijkertijd badpakken op de markt waarin de contouren van het lichaam beter te zien waren. Doordat in de jaren 1980 beachvolleybal en bodybuilding in opkomst kwamen veranderden de bikinibroekjes van vorm. De broekjes werden smaller en waren hoog uitgesneden op de heupen zodat het lichaam goed tot zijn recht kon komen. Badpakken waren in deze tijd vooral strak en door de hoog uitgesneden modellen en lage decolletés kwamen de rondingen van het lichaam goed tot hun recht.
De jaren 1990 waren wat ingetogener en kenmerken zich als de jaren van de 'uniseks'. Een strak en sportief lichaam was in deze jaren belangrijker dan het tonen van vrouwelijke ronde vormen en welvingen waardoor de bikini steeds vaker in de kast verdween en het badpak aan populariteit won en tevens de tankini zijn intrede deed. Deze tussenvorm tussen de bikini en het eendelige badpak werd als oplossing gezien om in een 'badpak' toch te kunnen profiteren van de voordelen van de bikini. Bij een toiletbezoek hoefde de zwemkleding immers niet in zijn geheel uitgetrokken te worden.
Aan het einde van de jaren 1990 volgden de ontwikkelingen zich snel op. Zo konden snellere wedstrijdpakken ontwikkeld worden dankzij de toepassing van de hydrodynamica. Topless leek daarna steeds minder populair te worden.

## Varianten
- Badpak
- Bikini
- Boerkini
- Microkini
- Minikini
- Monokini
- Tankini
- Wetsuit
- Zwembroek